# Barbara Moore
Pour les articles homonymes, voir Moore.
Barbara Ann Moore est un modèle de charme ; elle est née le 21 août 1968 à Spokane, dans l'État de Washington, aux États-Unis.
Avant d'apparaître dans les pages de Playboy, elle a exercé plusieurs métiers, dans une conserverie de saumon en Alaska, puis comme hôtesse de l'air, joueuse de polo professionnelle, mannequin ...  
Elle a été notamment playmate de Playboy (Miss décembre 1992), avec des photos prises par Stephen Wayda.
Elle a aussi été actrice pour la télévision et pour des films de long métrage, danseuse professionnelle et instructrice de  danse de salon.